# Зимна Вода (река)
Зи́мна Во́да (укр. Зимна Вода, пол. Zimnawoda) — река в Яворовском и Львовском районах Львовской области, Украина. Левый приток реки Старой. Название в переводе на русский язык означает «холодная вода».
Длина реки 16 км, площадь бассейна 107 км². Русло слабоизвилистое, в нижнем течении местами канализированное. Пойма местами заболочена.
Истоки реки расположены в южной части Львова, между улицами Научная и Стрийская. Течёт сначала преимущественно на восток, после села Лапаевка поворачивает на север, а после посёлка городского типа Рудно — на северо-запад. Впадает в Старую вместе с рекой Домажир на западной окраине села Солуки.
Река очень загрязнена. В пределах сёл Лапаевка, Зимна Вода и посёлка городского типа Рудно представляет собой сточную канаву с чёрной и иногда тёмно-фиолетовой водой с сильным неприятным запахом.